# Список дипломатических и консульских представительств в Узбекистане
Это список дипломатических миссий в Узбекистане. В настоящее время в столице Ташкенте находятся 43 посольства.

## Посольства
Все посольства иностранных государств, находящиеся на территории Республики Узбекистан, расположены в Ташкенте:
- Азербайджан
- Алжир
- Афганистан
- Бангладеш
- Беларусь
- Болгария
- Ватикан
- Вьетнам
- Великобритания
- Германия
- Грузия
- Египет
- Израиль
- Индия
- Индонезия
- Иордания
- Иран
- Италия
- Катар
- Казахстан
- Кыргызстан
- Китай
- Кувейт
- Латвия
- Малайзия
- ОАЭ
- Оман
- Пакистан
- Палестина
- Польша
- Республика Корея
- Россия
- Румыния
- Саудовская Аравия
- Словакия
- США
- Таджикистан
- Туркменистан
- Турция
- Украина
- Франция
- Чехия
- Швейцария
- Япония

## Другие представительства в Ташкенте
- Европейский союз (миссия)
- Бельгия (почётное консульство)
- Валлония (представительство)
- Венгрия (консульство)
- Дубай (консульство)
- Испания (консульство)
- Канада (консульство)
- Кипр (почётное консульство)
- Монголия (почётное консульство)
- Нидерланды (почётное консульство)
- Перу (консульство)
- Словения (почётное консульство)
- Татарстан (представительство)
- Таиланд (почётное консульство)
- ЮАР (почётное консульство)

## Представительства в других городах Узбекистана
- В Самарканде:
  -  Казахстан (генеральное консульство)
  -  Турция (генеральное консульство)
  -  Франция (почётное консульство)
- В Термезе:
  -  Афганистан (генеральное консульство)

## Ранее действовавшие представительства
- КНДР (посольство)[1]
- Молдова (посольство)
- Монголия (посольство)